# Formula lui Planck

Spectrul radiației corpului negru

Formula lui Planck (cunoscută și ca legea lui Planck pentru radiația termică) este o expresie matematică ce stabilește dependența intensității radiației corpului negru de lungimea de undă a radiației emise și de temperatura corpului emisiv.
În conformitate cu legile radiației ale lui Kirchhoff, raportul între emisivitatea și absorbtivitatea unui material oarecare pentru radiația electromagnetică este o funcție universală (adică independentă de material) {\displaystyle I(\lambda ,T)}, de lungimea de undă {\displaystyle \lambda } a radiației și de temperatura absolută {\displaystyle T} a materialului. Această funcție este numită și intensitatea radiației corpului negru. Formula lui Planck (1901) descrie explicit funcția:
{\displaystyle I(\lambda ,T)={\frac {2hc^{2}}{\lambda ^{5}}}{\frac {1}{\exp \left({\frac {hc}{kT\lambda }}\right)-1}}\,}
unde:
- {\displaystyle c\,=\,2,9979\times 10^{8}m/s} este viteza luminii în vid
- {\displaystyle h\,=\,6,6261\times 10^{-27}erg\cdot s}, constanta lui Planck
- {\displaystyle k\,=\,1,3806\times 10^{-16}erg/K}, constanta lui Boltzmann

Funcția {\displaystyle I(\lambda ,T)} are dimensiunile unui flux energetic raportat la unitatea de lungime de undă, conform ecuației dimensionale: {\displaystyle [I]={\frac {[{\text{Energie}}]}{[{\text{Timp}}][{\text{Lungime}}]^{2}[{\text{Lungime}}]}}}. Această formulă este pentru fizică de o importanță centrală nu numai pentru faptul că este universală și reproduce fidel toate observațiile experimentale, ci pentru că, în interpretarea ei, apare pentru prima oară ipoteza existenței unei cuante de energie. Dezvoltarea în continuare a acestui concept a dus la nașterea și dezvoltarea mecanicii și electrodinamicii cuantice și a influențat profund viziunea științifică asupra realității fizice.
În acest articol sunt prezentate, dintr-o perspectivă istorică, argumentele care au condus la introducerea formulei lui Planck. O „deducere analitică” a formulei pe baza unor concepte de fizică clasică este imposibilă; este însă important de a înțelege ce considerente l-au condus pe Max Planck (o persoană cu vederi intelectuale conservatoare) să prezinte cuantele de energie — ceva nemaiîntâlnit până atunci — ca o posibilă explicație pentru „alura” neobișnuită a funcției I(λ,T) și să persevereze în a urmări această idee. Pentru a descrie pașii premergători ipotezei cuantice, aceasta trebuie privită din perspectiva ansamblului conceptelor dominante ale fizicii de la sfârșitul secolului al XIX-lea.

## Mărimi fizice
Tabelul de mai jos cuprinde simbolurile principalelor mărimi și constante fizice utilizate în prezentul articol cu unitățile lor de măsură în SI și CGS
| Simbol                     | Mărimea/constanta fizică | Unități SI                                  | Unități CGS                                      |
| -------------------------- | --- | ------------------------------------------- | ------------------------------------------------ |
| {\displaystyle I,I'\,}     | intensitatea radiației corpului negru (radianța spectrală), sau energia pe unitatea de timp pe unitatea de suprafață pe unitatea de unghi solid pe unitatea de frecvență sau lungime de undă (după caz) | J·s−1·m−2·sr−1·Hz−1, sau J·s−1·m−2·sr−1·m−1 | erg·s−1·cm−2·Hz−1·sr−1,sauerg·s−1·cm−2·sr−1·cm−1 |
| {\displaystyle \nu \,}     | frecvența | hertz (Hz)                                  | hertz                                            |
| {\displaystyle \lambda \,} | lungimea de undă | metru (m)                                   | centimetru (cm)                                  |
| {\displaystyle T\,}        | temperatura absolută al corpului negru | kelvin, (K)                                 |                                                  |
| {\displaystyle h\,}        | constanta lui Planck | jouli·secunde (J·s)                         | ergi·secunde (erg·s)                             |
| {\displaystyle c\,}        | viteza luminii | metru pe secundă (m/s)                      | centimetru pe secundă (cm/s)                     |
| {\displaystyle e_{0}\,}    | baza logaritmului natural, 2.718281... | adimensional                                | fără dimensiune                                  |
| {\displaystyle k\,}        | constanta lui Boltzmann | jouli pe kelvin (J/K)                       | ergi pe kelvin (erg/K)                           |

## Context istoric
Un progres major al fizicii de la sfârșitul secolului al XIX-lea a fost stabilirea ecuațiilor lui Maxwell și previziunea derivată din ele asupra existenței undelor electromagnetice. Acestea au fost puse direct in evidență de Heinrich Hertz în 1886. Din ecuațiile lui Maxwell se poate deduce că o mișcare oscilatorie a unei sarcini electrice (dipolul hertzian) generează radiație electromagnetică. Pentru micile oscilații armonice ale sarcinii, Hertz a arătat că puterea radiată este:
| {\displaystyle P_{rad}={\frac {16\pi ^{4}ce^{2}l^{2}}{3\lambda ^{4}}}\,} | {\displaystyle (2.1)\,} |

unde e este sarcina oscilatorului, l este amplitudinea oscilațiilor, și se presupune că λ >> l (lungimea de undă a radiației emise este cu ordine de mărime mai mare decât amplitudinea oscilațiilor dipolului). Modelele care se refereau la structura materiei de la sfârșitul secolului al XIX-lea erau de acord că radiația termică sau vizibilă înconjurătoare este generată de oscilații ale sarcinilor din atomi sau molecule.
Altă direcție de progres considerabil era termodinamica. Al doilea principiu al termodinamicii—formulat de către Clausius și Lord Kelvin—a condus la introducerea entropiei ca o funcție de stare cu proprietatea remarcabilă că ea nu poate descrește în procesele naturale ale sistemelor izolate. Max Planck era una din autoritățile marcante în acest domeniu. În lucrările din anii 1896-1900 interesul său era orientat spre extinderea conceptului de entropie la radiația electromagnetică: procesul de emisie a radiației este ireversibil, în consecință o definiție corectă a entropiei trebuie să fie dată astfel ca orice act de emisie a radiației să corespundă unei creșteri a ei. Entropia globală a radiației într-o cavitate închisă a fost introdusă de către Ludwig Boltzmann în 1884 (vezi articolele Entropia termodinamică (exemple simple) și Entropia radiației electromagnetice).
În același timp, o serie de proprietăți ale gazelor (ecuația de stare, coeficienții de difuzie, etc.) au putut fi explicate prin teoria cinetică a lui James Clerk Maxwell și Ludwig Boltzmann. Ipoteza centrală era că gazele sunt un ansamblu de mici bile solide, care se supun mecanicii clasice dar în același timp au o distribuție a vitezelor și pozițiilor haotice, constrânse numai de energia și volumul care le stau la dispoziție. Aceste constrângeri se dovedesc a fi suficiente pentru a determina distribuția „maxwelliană” a vitezelor moleculelor unui gaz în stare de echilibru. Un pas conceptual a fost făcut de Boltzmann: el identifică entropia termodinamică (până la o constantă) cu logaritmul numărului Ω de microstări accesibile moleculelor gazului atunci când parametrii exteriori sunt fixați (adică pentru o "macrostare" determinată). Forma celebră a acestei identificări este dată de formula:
| {\displaystyle S=k\ln \Omega \,} | {\displaystyle (2.2)\,} |

unde k este o constantă universală (constanta lui Boltzmann), relație care are o validitate care depășește cadrul teoriei cinetice.
Un rezultat cunoscut al lui L.Boltzmann (teorema H) este că—sub o ipoteză de dezordine moleculară—entropia S definită astfel (Mai precis, o cantitate (-H) care poate fi interpretată ca entropie în stări de neechilibru) are proprietatea că este monoton crescătoare în timp, până când atinge un maximum, corespunzător unei stări de echilibru (adică unei distribuții maxwelliene a vitezelor), analog entropiei termodinamice. Această teoremă remarcabilă a fost primită cu scepticism: motivul este că ireversibilitatea macroscopică a evoluției sistemelor naturale este în contradicție cu reversibilitatea în timp a legilor mecanicii clasice, presupuse că guvernează mișcarea particulelor gazului. Una din criticile celebre ale interpretării lui Boltzmann este datorită (1896) lui Ernst Zermelo, mai târziu matematician cunoscut pentru dezvoltarea teoriei mulțimilor, la vremea aceea asistent al lui Max Planck: der Wiederkehreinwand (în traducere liberă: „obiecția reîntoarcerii”). După acesta, dacă particulele unui gaz se află la momentul t=0 toate în jumătatea stângă a unui recipient și sunt lăsate să evolueze liber, va apărea într-adevăr după un timp foarte scurt o mișcare aparent haotică în întreg recipientul, dar aceasta este ea însăși instabilă și, după un timp suficient de lung, particulele se vor reîntoarce, cel puțin pentru un timp scurt, din nou în partea stângă a recipientului. (Aceasta este o consecință a teoremei de recurență a lui Poincaré). Discuția inițiată atunci nu este încă încheiată. Conștient de aceste dificultăți, Max Planck face un ocol împrejurul mecanicii statistice a lui Boltzmann până în 1900. (În răspunsul său la critica lui Zermelo, Boltzmann s-a declarat—ironic—onorat că lucrărilor lui li se acordă în Germania atenție.)
Boltzmann și Planck au fost însă uniți în opoziția lor față de curentul energetismului al lui Wilhelm Ostwald și G.F. Helm. Energetismul este o poziție metafizică opusă concepției atomiste, potrivit căreia conceptul primar în fizică este acela al energiei; încercările promotorilor săi de a modifica prezentările clasice ale mecanicii și termodinamicii au provocat replici violente din partea lui Boltzmann și Planck. Cât de mari erau influența energetismului și conflictele provocate de el în acea vreme poate fi inferat din tonul foarte iritat al articolelor lui Boltzmann și Planck.
În anii 1896-1900, metodele experimentale permiteau o determinare precisă a funcției I(λ, T) pentru lungimi de undă între 0,5 si 10 microni și temperaturi între ca. 600 K și 1500 K. Calitativ, rezultatele sunt arătate în fig.1.
În domeniul teoretic, un pas important fusese realizat în 1894 prin formularea legilor de deplasare ale lui Wilhelm Wien, consecințe exacte ale principiului al doilea al termodinamicii și ale ecuațiilor lui Maxwell. După ele, funcția I(λ, T) are o formă cu totul specială:
| {\displaystyle I(\lambda ,T)={\frac {1}{\lambda ^{5}}}f(\lambda T)\,} | {\displaystyle (2.3)\,} |

unde f este o funcție de o singură variabilă. Consecințele acestei formule au fost confirmate de măsurători. Pentru comparație cu articolele lui Max Planck, dacă se raportează fluxul energetic (cf.(1.1)) și la unitatea de frecvență ν = c/λ; atunci (2.3) devine:
| {\displaystyle I(\nu ,T)=I(\lambda ,T)\left\vert {\frac {d\lambda }{d\nu }}\right\vert =\nu ^{3}g\left({\frac {\nu }{T}}\right)\,} | {\displaystyle (2.4)\,} |

unde g este o funcție de o singură variabilă. Conform legilor lui Kirchhoff, funcția I(λ,T) (sau I(ν,T)) este legată în mod simplu de densitatea de energie u(λ,T) (sau u(ν,T)) a radiației corpului negru raportată la unitatea de lungime de undă (sau de frecvență):
| {\displaystyle u(\lambda ,T)={\frac {4\pi I(\lambda ,T)}{c}}\,} | {\displaystyle (2.5)\,} |

și analog pentru u(ν,T).
Inspirat de o lucrare (1888) a fizicianului rus V.A. Michelson (profesor de fizică la facultatea de meteorologie și agricultură din Moscova, Wien a propus (1896) o formulă pentru I(λ, T) care reproducea bine datele cunoscute și avea forma cerută de legile de deplasare (2.3):
| {\displaystyle I_{W}(\lambda ,T)={\frac {C}{\lambda ^{5}}}\exp \left(-{\frac {A}{\lambda T}}\right)\,} | {\displaystyle (2.6)\,} |

cu C și A constante. Funcția exponențială provine din distribuția maxwelliană a vitezelor și din ipoteza lui Michelson că perioada de oscilație a dipolului electric molecular este legată de viteza moleculei. Deși argumentația fizică pentru această formulă este aparent neconvingătoare, ea a jucat un rol esențial în descoperirea cuantelor.

## Entropia radiației

### Definiții
O definiție naturală a densității spațiale pe unitatea  de frecvență a entropiei s(u,ν) a „radiației corpului negru” se obține din relația termodinamică:
| {\displaystyle {\frac {ds}{du}}={\frac {1}{T(u,\nu )}}\,} | {\displaystyle (3.1)\,} |

unde T(u,ν) este soluția ecuației: u(ν,T) = u.  Dacă folosim expresia (2.4) din legile de deplasare ale lui Wien precum și relația (2.5) și integrăm (3.1) cu condiția la limită s(u=0)=0, obținem relația mai precisă:
| {\displaystyle s(u,\nu )={\frac {4\pi }{c}}\nu ^{2}h\left({\frac {cu}{4\pi \nu ^{3}}}\right)\equiv \nu ^{2}h_{0}\left({\frac {u}{\nu ^{3}}}\right),\qquad h(x)=\int _{0}^{x}g^{-1}(x)dx\,} | {\displaystyle (3.2)\,} |

cu g din (2.4). Prin analogie cu (2.5) definim pentru radiația corpului negru fluxul de entropie (densitatea lui în raport de frecvență) prin:
| {\displaystyle L(I,\nu )={\frac {c}{4\pi }}s(u(I),\nu )=\nu ^{2}h\left({\frac {I}{\nu ^{3}}}\right)\,} | {\displaystyle (3.3)\,} |

cu același h(x) din (3.2). Radiația corpului negru este complet nepolarizată. Ea este echivalentă cu o superpoziție a două raze independente, fiecare cu intensitatea I/2, polarizate perpendicular una pe cealaltă; direcția de polarizare a uneia din ele poate fi aleasă arbitrar în planul perpendicular pe direcția de propagare. Entropia fiecăreia din aceste raze este L(I,ν)/2
Observăm că ecuațiile (3.2) și (3.3) pot servi drept definiții ale entropiei și pentru o radiație izotropă oarecare, cu frecvențe în intervalul (ν,ν+dν) și densitate de energie u, fără referire la "corpul negru" și chiar pentru un fascicol oarecare de raze, având intensitatea I și alcătuit din componente de frecvențe cuprinse între ν și ν+dν. Într-un articol separat arătăm că aceste definiții sunt în acord cu comportarea prezumtivă a entropiei în procesele ireversibile.

### Formula lui Wien și entropia asociată
Formula lui Wien (2.6) oferă expresii explicite plauzibile pentru funcția s(u,ν) din (3.2). Din motive practice, rescriem formula în raport de frecvență, cu noi constante:
| {\displaystyle u(\nu ,T)=a\nu ^{3}\exp \left(-{\frac {b\nu }{T}}\right)\,} | {\displaystyle (3.4)\,} |

de unde rezultă:
| {\displaystyle 1/T=-{\frac {1}{b\nu }}\ln {\frac {u}{a\nu ^{3}}}\,} |

și deci
| {\displaystyle s(u,\nu )=-{\frac {1}{b\nu }}u\ln {\frac {u}{e_{0}a\nu ^{3}}}\,} | {\displaystyle (3.5)\,} |

(e0 =exp(1) reprezintă baza logaritmilor naturali). Entropia totală ΔS corespunzând unui volum V și unui interval Δν de frecvențe este:
| {\displaystyle \Delta S=sV\Delta \nu ;\,} |

folosind definiția pentru densitatea de energie:u = (ΔU)/(V Δν)  unde ΔU este energia totală corepunzătoare, putem scrie:
| {\displaystyle \Delta S=-{\frac {1}{b}}{\frac {\Delta U}{\nu }}\ln {\frac {\Delta U/\nu }{e_{0}a\Delta (\nu ^{3}V)}}.\,} | {\displaystyle (3.6)\,} |

Într-o publicație celebră, Albert Einstein a dat în anul 1905 o interpretare neașteptată acestei formule.

## Modelul corpului negru

### Argumente calitative
S-a acreditat ideea pentru o perioadă de câțiva ani (înainte de 1900), că formula lui Wien (2.6),(3.4) este exactă și că trebuie găsită numai o justificare a ei microscopică convingătoare. Două argumente calitative, hotărâtoare pentru tratamentul teoretic al problemei, sunt datorate lui Max Planck: în primul rând, faptul că, după legile lui Kirchhoff, distribuția după frecvențe a intensității radiației corpului negru este realizată de radiația electromagnetică în echilibru termic cu orice material (la nici o frecvență complet reflectător), înseamnă că ea poate fi realizată și în echilibru cu un material ipotetic, format de exemplu dintr-un sistem de oscilatori armonici simpli, cu condiția ca frecvențele lor proprii să acopere întregul spectru. Această observație permite studiul radiației corpului negru independent de un model exact atomic (care la vremea aceea nu exista). A doua observație este că - în contradicție cu ipoteza lui Michelson - este puțin probabil ca perioada de oscilație să depindă de viteza "moleculei oscilatoare": după teoria cinetică a gazelor, temperatura este legată de energia cinetică medie a moleculelor; ne putem imagina că, la aceeași temperatură, moleculele a două materiale pot avea valori ale vitezei medii extrem de diferite, dacă masele lor sunt corespunzător diferite; distribuția radiației la echilibru nu ar putea depinde numai de temperatură (după Kirchhoff), dacă perioadele de oscilație ar depinde de viteză. De aceea, Max Planck consideră că este suficient studiul unui oscilator armonic static plasat într-un câmp electromagnetic "haotic" (într-un sens de precizat). În cursul oscilației, energia lui scade prin emisie de radiație, ceea ce poate fi privit din punct de vedere al mecanicii clasice) ca efectul unui coeficient de frecare. Aspectele legate de evaluarea acestui coeficient sunt discutate într-un articol separat, și anume la: Rezonatorul lui Planck.
Câmpul electric este acela al unei superpoziții incoerente de unde electromagnetice incidente, pe care pentru început le considerăm polarizate paralel cu axa oscilatorului:
| {\displaystyle E(t)=\int _{0}^{\infty }(F(\omega )\cos(\omega t)+G(\omega )\sin(\omega t))d\omega .\,} | {\displaystyle (4.1)\,} |

Prin „incoerență” înțelegem independența statistică a tuturor componentelor câmpului la pozițiile diferiților oscilatori folosind funcția δ(x) a lui Dirac scriem aceasta:
| {\displaystyle <F(\omega )F(\omega ')+G(\omega )G(\omega ')>=A^{2}(\omega )\delta (\omega -\omega ');\qquad <F(\omega )G(\omega ')>=0\,} |

Atunci
| {\displaystyle <E^{2}(t)>=\pi \int _{0}^{\infty }A^{2}(\omega )d\omega =2\pi ^{2}\int _{0}^{\infty }A^{2}(\nu )d\nu ,\qquad \qquad (\omega =2\pi \nu )\,} |

### Energia medie absorbită de oscilator
Energia Ua absorbită de oscilator în intervalul de timp (0,t) este:
| {\displaystyle U_{a}(t)=e\int _{0}^{t}x'(t)E(t)dt\,} | {\displaystyle (4.2)\,} |

Energia Ua nu are la prima vedere un semn definit, deoarece atât E(t) cât și x'(t) sunt mărimi oscilante. Totuși, Max Planck arată, după un calcul lung ai cărui pași principali sunt explicați într-un articol separat, că energia medie absorbită de un oscilator cu frecvența proprie ν0 după un timp t,suficient de mare față de perioada proprie de oscilație este:
| {\displaystyle <U_{a}>={\frac {e^{2}}{m}}{\frac {t}{4}}A(\nu _{0})^{2}.\,} | {\displaystyle (4.3)\,} |

Observăm că nu apare decât componenta câmpului cu o frecvență egală cu cea a oscilatorului
Energia absorbită de oscilator are fluctuații mari în jurul acestei valori. Un calcul complet analog al valorii medii a lui Ua2 arată că:
| {\displaystyle <U_{a}^{2}>=2<U_{i}><U_{a}>\,} | {\displaystyle (4.4)\,} |

unde <Ui> este energia inițială medie. În situația în care energia absorbită în intervalul (0,t) este mică față de <Ui>  se poate observa că în medie <Ua2 >>> (<Ua>)2, deci abaterea standard a energiei absorbite este mai mare decât media ei. Aceasta înseamnă că la intracțiunea oscilatorului cu radiația, acesta poate atât absorbi cât și emite energie radiantă. Acesta este analogul clasic al fenomenului de emisie indusă, ceea ce reprezintă un concept central în  domeniul fizicii laserilor.
În realitate, oscilatorul este unul tridimensional și este influențat implicit și de componenta de-a lungul axei sale pe direcția câmpului electric al undelor electromagnetice incidente ce cad sub un unghi oarecare. Expresia finală pentru energia absorbită este aceeași ca în (4.2 ), numai că mărimea A(ν0)2 trebuie inlocuită cu o mărime integrală corespunzătoare. În articolul Rezonatorul lui Planck, arătăm că expresia tridimensională pentru <Ua> este
| {\displaystyle <U_{a}>={\frac {16\pi ^{2}}{3c}}{\frac {e^{2}}{m}}{\frac {t}{4}}I(\nu _{0},T),\,} | {\displaystyle (4.5)\,} |

unde I(ν0,T) este intensitatea radiației cu frecvența ν0 din cavitatea în care se află oscilatorul. (La echilibru, este radiația corpului negru la temperatura T).

### Echilibrul oscilatorului
Puterea emisă de oscilator este dată de ecuația (2.1).Într-un timp t lung față de perioada proprie, dar astfel incât energia sa inițială U să nu se modifice:
| {\displaystyle U_{r}={\frac {8\pi ^{2}e^{2}U\nu ^{2}}{mc^{3}}}t.\,} | {\displaystyle (4.6)\,} |

Atunci când se atinge echilibrul, energia radiată este egală cu cea absorbită :folosind ecuațiile (4.2),(4.6) obținem relația fundamentală:
| {\displaystyle {\frac {\nu ^{2}}{c^{2}}}U={\frac {I}{2}}.\,} | {\displaystyle (4.7)\,} |

unde U este energia medie a unui oscilator cu frecvența ν0.
Ne aflăm acum la o răscruce:(i)pe de o parte la orice valoare a lui I și frecvență ν0 corespunde o temperatură T, astfel încât I este intensitatea radiației corpului negru la acea temperatură și frecvență. Ecuația (4.7) ne oferă atunci energia medie a oscilatorilor în echilibru cu ea, dacă cunoaștem funcția I(ν,T). În particular, din Fig.1 vedem că oscilatorii cu frecvențe proprii mari au o energie medie mică. (ii)Pe de altă parte, un oscilator armonic clasic este un sistem cu două grade de libertate, corespunzând energiei cinetice și celei potențiale:după principiul echipartiției energiei pe grad de libertate din teoria cinetică energia medie a unui oscilator în echilibru termic este kT ,independent de frecvența sa proprie ν0. Atunci putem privi ecuația (4.7) ca determinând pe I(ν,T) ca funcție de temperatură:
| {\displaystyle I(\nu ,T)=2{\frac {\nu ^{2}}{c^{2}}}kT.\,} | {\displaystyle (4.8)\,} |

Aceasta este formula lui Rayleigh-Jeans care este evident greșită la frecvențe mari, unde crește indefinit ("catastrofa untravioletă").
Din motive neclare - comentatorii văd aici scepticismul lui față de mecanica statistică - Planck ignoră concluzia (4.8) și urmează numai prima alternativă: din forma curbelor din Fig.1 se pot deduce prin ecuația (4.7) proprietăți ale ansamblului oscilatorilor aflați în echilibru ca radiația la temperatura T. Se poate calcula entropia S(U) a unui oscilator folosind (3.1):
| {\displaystyle {\frac {1}{T}}={\frac {dS(U)}{dU}}={\frac {dL}{dI}}(I=2{\frac {\nu ^{2}}{c^{2}}}U)\,} | {\displaystyle (4.9)\,} |

.
Dacă cunoaștem pe L(I), obținem din (4.9):
| {\displaystyle S(U)={\frac {c^{2}}{2\nu ^{2}}}L(I)={\frac {c^{2}}{2\nu ^{2}}}L\left({\frac {2\nu ^{2}}{c^{2}}}U\right).\,} | {\displaystyle (4.10)\,} |

Max Planck incearcă să obțină restricții suplimentare asupra lui S(U) din principiul al doilea al termodinamicii: entropia totală a sistemului de oscilatori și radiație nu e numai staționară la echilibru, ci are un maximum: el arată că o condiție suficientă pentru ca entropia totală să aibă un maximum acolo unde este staționară este:
| {\displaystyle {\frac {d^{2}S}{dU^{2}}}<0.\,} | {\displaystyle (4.11)\,} |

Această condiție este netrivială pentru că implică numai entropia oscilatorilor.

### Din nou formula lui Wien
Formula lui Wien (2.6) reproduce părți largi ale curbelor din fig.1. Folosind ecuațiile (3.3),(3.5) și (2.5) obținem funcția L(I):
| {\displaystyle L(I,\nu )=-{\frac {I}{b\nu }}\ln {\frac {4\pi I}{e_{o}ac\nu ^{3}}}\,} | {\displaystyle (4.12)\,} |

De aici, cu ajutorul lui (4.10) obținem entropia unui oscilator la temperatura T:
| {\displaystyle S(U)=-{\frac {2}{b}}{\frac {U}{\nu }}\ln {\frac {8\pi }{e_{0}ac^{3}}}{\frac {U}{\nu }}\,} | {\displaystyle (4.13)\,} |

Derivata a doua a acestei formule satisface cerința (4.11) și este remarcabil de simplă:
| {\displaystyle {\frac {d^{2}S}{dU^{2}}}=-{\frac {2}{b\nu U}}\,} | {\displaystyle (4.14)\,} |

În lucrările sale din 1899-1900,Max Planck a încercat să justifice această formulă din considerații generale; deoarece formula lui Wien părea confirmată de experiență iar ecuația (4.13) este atât de simplă, nu e de mirare că el a crezut o vreme că ea reprezintă "adevărul".

## "Descoperirea" cuantelor

### Un "fit"
La începutul lui 1900, Lummer si Pringsheim au anunțat că măsurătorile lor la lungimi de undă mari par sa contrazică legea lui Wien: intensitatea radiației pe unitatea de frecvență scade mai incet cu frecvența (ca ν2) decât prevăzut de Wien (ca ν3).  Aceasta l-a determinat pe Planck să caute modificări ale cantității d2S/dU2(1,U), apropiate de (4.14), dar care să fie în acord cu datele experimentale (rămânând negative,vezi ec.(4.11)). În iunie 1900, propune urmatoarea formulă, fara altă argumentație decât că un "fit" acceptabil al datelor poate fi astfel obținut:
| {\displaystyle {\frac {d^{2}S}{dU^{2}}}={\frac {\alpha }{U(\beta +U)}}\,} | {\displaystyle (5.1)\,} |

unde α și β sunt constante, care pot depinde de ν; β are dimensiuni de energie, iar α de energie/grad Kelvin. Integrând, și folosind (3.1), obținem:
| {\displaystyle {\frac {dS}{dU}}={\frac {1}{T}}=-{\frac {\alpha }{\beta }}\ln {\frac {Ud}{\beta +U}}\,} | {\displaystyle (5.2)\,} |

unde -(α/β)ln d este constanta de integrare. Rezolvăm această ecuație pentru U:
| {\displaystyle U={\frac {\beta d}{\exp \left({\frac {\beta }{\alpha T}}\right)-d}}.\,} | {\displaystyle (5.3)\,} |

Cerând ca U → ∞ când T → ∞, si folosind (4.7), rezultă că d=1 și:
| {\displaystyle I=2{\frac {\nu ^{2}}{c^{2}}}{\frac {\beta }{\exp \left({\frac {\beta }{\alpha T}}\right)-1}}.\,} | {\displaystyle (5.4)\,} |

Această formulă trebuie să satisfacă legile de deplasare ale lui Wien (2.4); deducem:β=hν și α independent de ν,iar h e o nouă constantă. Cu aceasta:
| {\displaystyle I={\frac {2\nu ^{3}h}{c^{2}}}{\frac {1}{\exp \left({\frac {h\nu }{\alpha T}}\right)-1}}.\,} | {\displaystyle (5.5)\,} |

Cei doi parametri pot fi determinați din datele experimentale; această formulă tinde la zero ca ν2 când ν tinde la zero, iar când ν e mare, termenul exponențial domină în numitor și obținem formula lui Wien. Până la identificarea α=k (constanta lui Boltzmann), aceasta este versiunea raportată la frecvență (vezi (2.4)) a formulei (1.1) a lui Planck.

Fig.2:Dependența de temperatură a radiației corpului negru la λ=24μ (H.Rubens,F.Kurlbaum(1901)) cu diferite formule

În 1900, Rubens și Kurlbaum cu o metodă foarte ingenioasă, folosind benzile de absorbție în infraroșul depărtat ale sării de bucătărie, cuarțului și fluoritei, au măsurat dependența de temperatură a radiației corpului negru la frecvențe foarte joase (lungimi de undă  de ca. 50 microni). Rezultatele au jucat un rol istoric și au arătat că formula lui Planck (cunoscută autorilor după terminarea experiențelor) reprezintă datele experimentale perfect. Un exemplu este dat in Figura 2 pentru fluorită: pe abscisă este o măsură a intensității radiației (indicațiile unui galvanometru) iar pe ordonată este temperatura.

### Interpretarea formulei lui Planck
Pentru Planck, succesul formulei (5.1) a însemnat că nu e vorba numai de o "întâmplare" algebrică fericită, ci că ea trebuie să aibă o semnificație mai adâncă. Contribuția lui fundamentală a fost nu stabilirea, ci interpretarea acestei formule. Aceasta se găsește într-o comunicare a sa scurtă din decembrie 1900 și, mai pe larg, în articolul său înaintat în ianuarie 1901,  care reprezintă nașterea mecanicii cuantice.
Revenind la (5.2) și înlocuind β=hν și d=1, calculăm acum entropia unui oscilator  :
| {\displaystyle {\frac {dS}{dU}}={\frac {1}{T}}={\frac {\alpha }{h\nu }}\ln \left(1+{\frac {h\nu }{U}}\right).\,} |

Integrând de la U = 0 până la U:
| {\displaystyle S(U)={\frac {\alpha U}{h\nu }}\ln \left({\frac {U+h\nu }{U}}\right)+\alpha \ln \left({\frac {U+h\nu }{h\nu }}\right).\,} | {\displaystyle (5.6)\,} |

Pentru un ansamblu format din N oscilatori identici cu energia totală UN obținem, folosind proprietatea de extensivitate a entropiei:
| {\displaystyle S_{N}(U_{N})\equiv NS\left({\frac {U_{N}}{N}}\right)=} |

| {\displaystyle \alpha {\frac {U_{N}}{h\nu }}\ln \left({\frac {U_{N}+Nh\nu }{U_{N}}}\right)+N\alpha \ln \left({\frac {U_{N}+Nh\nu }{Nh\nu }}\right).\,} | {\displaystyle (5.7)\,} |

Introducem numărul
| {\displaystyle P={\frac {U}{h\nu }}.\,} |

Cu aceasta:
| {\displaystyle S_{N}(P)=\alpha ((P+N)\ln(P+N)-P\ln P-N\ln N)=\,} |

| {\displaystyle \alpha \ln {\frac {(P+N)^{P+N}}{P^{P}N^{N}}}.\,} | {\displaystyle (5.8)\,} |

Pentru N mare, reamintim formula asimptotică a lui Stirling:
| {\displaystyle N!=\left({\frac {N}{e}}\right)^{N}{\sqrt {2\pi N}};\,} |

atunci, până la termeni de ordinul (ln N)/N,
| {\displaystyle S_{N}(P)=\alpha \ln {\frac {(P+N-1)!}{P!(N-1)!}}\equiv \alpha \ln R(P,N)\,} | {\displaystyle (5.9)\,} |

Fig.3:R(100,10) este numărul de tablouri diferite care se pot construi cu 10 căsuțe și astfel ca suma numerelor să fie 100

Observația centrală este că , dacă P este intreg, atunci cantitatea R(P,N) este numărul de moduri distincte în care P obiecte identice ("cuante") pot fi distribuite în N celule (oscilatori). Drept exemplu pentru o astfel de distribuție, sunt desenate în Fig.3 N = 10 celule în care sunt distribuite P=100 de "cuante" hν. O distribuție corespunde asocierii fiecărei celule unui număr cuprins intre 0 și P, astfel incât suma numerelor să fie P. Există un mod simplu de a ne convinge de validitatea formulei pentru R(P,N): considerăm dezvoltarea în serie:
| {\displaystyle {\frac {1}{1-z}}=1+z+z^{2}+z^{3}+\dots ;\,} |

și produsul:
| {\displaystyle {\frac {1}{(1-z)^{N}}}=(1+z+z^{2}+\dots )^{N}=1+a_{1}z+a_{2}z^{2}+\dots .\,} |

Coeficientul aP este exact R(P,N): el este numărul de producte {\displaystyle z^{p_{1}}z^{p_{2}}\dots z^{p_{N}}} cu {\displaystyle p_{1}\geq 0,p_{2}\geq 0,\dots ,p_{N}\geq 0} și astfel incât {\displaystyle \sum _{i=1}^{N}p_{i}=P.} Dar după formula lui Taylor:
| {\displaystyle a_{P}={\frac {1}{P!}}{\frac {d^{P}}{dz^{P}}}{\frac {1}{(1-z)^{N}}}(z=0).\,} |

Calculul derivatei duce la:
| {\displaystyle a_{P}={\frac {N(N+1)\dots (N+P-1)}{P!}}={\frac {(N+P-1)!}{P!(N-1)!}},c.c.t.d.\,} |

În acest punct, legătura între (5.9) și formula (2.2) "în spiritul" lui Boltzmann este evidentă:  numărul Ω de "stări accesibile sistemului atunci când parametrii exteriori sunt dați"  se identifică în mod natural cu numărul R(P,N) de moduri în care se pot distribui UN/(hν) = P cuante de energie la N oscilatori; un pas care poate părea temerar este că α în (5.9) este chiar constanta lui Boltzmann k, aceeași care apare în teoria cinetică a gazelor. În analogul formulei (2.2) pentru gazele perfecte, constanta k are o valoare precisă: este raportul R/NA, unde R este constanta gazelor perfecte (din legea pV=RT) și NA este numărul lui Avogadro de molecule într-o moleculă-gram.
Prețul succesului formulei lui Planck este mare: numărul de stări accesibile unui sistem de N oscilatori cu frecvența ν și energia U nu este infinit, așa cum ar fi pentru oscilatori care ascultă de mecanica clasică (unde energia variază continuu): el se obține numarând modurile în care se pot impărți P=U/hν cuante între cei N oscilatori. Implicația este că un singur oscilator are numai energiile 0,hν,2hν,... 
În fața succesului experimental total al formulei, obiecția că argumentația este oarecum contradictorie (am plecat de la analiza detaliată a unui oscilator în mecanica clasică, pentru care toate energiile sunt posibile și am ajuns la concluzia că numai anumite energii sunt posibile) își pierde din greutate. Acesta este începutul "revoluției cuantice".
Max Planck a crezut un timp că se va putea găsi o justificare a formulei sale în cadrul coerent al mecanicii și electrodinamicii clasice, și că "cuantele" sunt numai un mod "efectiv" de descriere a unei realități clasice mai adânci. Pașii următori esențiali în dezvoltarea teoriei cuantelor, 4 ani mai târziu, sunt datorați lui Albert Einstein, care a luat existența cuantelor ad litteram, chiar independent de oscilatori și a arătat că ele reprezintă o explicație naturală pentru efectul fotoelectric și pentru regula lui Stokes în fenomenele de fotoluminescență.Doi ani mai târziu, Einstein a arătat că nivelele de energie discrete ale oscilatorilor permit o explicație naturală a dependenței de temperatură a căldurii specifice a solidelor.

### Cazurile limită
Deși Boltzmann a cunoscut și apreciat argumentele lui Max Planck în ""spiritul" mecanicii statistice, între conceptul de entropie original și modul în care Planck îl aplică sunt diferențe. În formularea originală, numărătoarea stărilor se face împărțind "spațiul fazelor" al sistemului în celule mici si numărând celulele compatibile cu constrângerile exterioare. Aceasta face ca entropia să conțină un parametru arbitrar legat de dimensiunea celulei. În anumite calcule - ca de exemplu al energiei medii - dimensiunea celulei dispare si deci ea poate fi socotită oricât de mică. De asemenea, o privire atentă arată că, în teoria cinetică, entropia corespunde "celei mai probabile" distribuții de probabilitate a vitezelor, și nu numărului tuturor posibilităților.  În cazul lui Planck, calculul numărului de posibilități se face fără ambiguitate.
Ne așteptăm ca, atunci când h poate fi considerat ca foarte mic, formula lui Planck să redea rezultate ale mecanicii statistice clasice:nivelele energetice ale unui oscilator devin "practic" un continuum. Constanta h este "mică" dacă "numărul de cuante" UN/(hν) = P este mult mai mare decat numărul de oscilatori N. Folosind formula (5.7) de mai sus, vedem că :
| {\displaystyle S_{N}=Nk+Nk\ln {\frac {U_{N}}{Nh\nu }}\,;} |

din dSN/dUN = 1/T, deducem :
| {\displaystyle U_{N}=NkT\,} |

(acesta este rezultatul clasic pentru energia medie a unui sistem de oscilatori la temperatura T). Precum am văzut, aceasta duce la formula (4.8) a lui Rayleigh și Jeans.  Deducem că motivul pentru care (4.8) este incorectă este că h nu este arbitrar de mic. Formula (4.8) devine aplicabilă când numărul de cuante pe oscilator e mare.
Considerăm acum cazul în care numarul de cuante P e mic față de numarul de oscilatori N. Atunci energia medie a unui oscilator U = UN/N este mică față de hν. În formula (5.7), primul termen este dominant și putem scrie:
| {\displaystyle S_{N}=-{\frac {NkU}{h\nu }}\ln {\frac {U}{h\nu }}+{\frac {NkU}{h\nu }}\,} |

Primul termen este entropia sistemului de oscilatori care produce distribuția lui Wien, dacă facem identificarea: b=k/h și h=ac3/4π. Interpretarea nu este simplă în limbajul oscilatorilor: ne așteptăm ca cele mai multe distribuții să corespundă la cel mult "o cuantă" pe oscilator; un calcul simplu arată că aceasta se intâmplă numai dacă și P2/N e mic, ceea ce e o restricție prea serioasă. Albert Einstein a dat însă o interpretare formulei (3.5) pentru entropia radiației în această limită. Comparând entropiile radiației cu aceeași energie ΔU și conținând frecvențe în același interval (ν,ν+Δν) în două incinte reflectătoare cu volumele V1< V2 putem scrie:
| {\displaystyle \Delta S_{2}-\Delta S_{1}=k{\frac {\Delta U}{h\nu }}\ln {\frac {V_{2}}{V_{1}}}=-k\ln \left({\frac {V_{1}}{V_{2}}}\right)^{\frac {\Delta U}{h\nu }}.\,} |

Această formulă poate fi comparată cu creșterea entropiei unui gaz perfect constând din P = ΔU/hν particule atunci când mărim brusc, fără variație a energiei, volumul său de la V1 la V2. Într-un limbaj legat de formula (2.2), variația de entropie este logaritmul probabilității ca cele P particule să se găsească în volumul V1 atunci când au la dispoziție întreg volumul V2.  De data asta însă, cele P particule sunt "cuante" ale câmpului electromagnetic! Interpretarea aceasta a mers mult peste intențiile lui Max Planck.

## Comentarii
Articolul prezintă pașii intelectuali imediat premergători apariției mecanicii cuantice. Manualele de mecanică cuantică nu urmăresc în detaliu acest proces, unul din motive fiind inconsistența lui logică inerentă. Chiar și Max Planck, în edițiile mai noi ale cărții sale asupra teoriei radiației adopta prezentarea lui Albert Einstein din 1917. Aceasta face uz de anumite concepte cuantice intrate ulterior în uz, ca acela de nivele de energie și stări staționare.
Cea mai cunoscută descriere a "preistoriei" mecanicii cuantice (1995-1901) și a primilor ei pași (1905-1920) este aceea a lui L.Rosenfeld (1936); în timpurile mai noi, articolele lui M.J.Klein cuprind o descriere vie a climatului intelectual din perioada 1895-1910 și pun accent asupra rolului remarcabil pe care l-au jucat considerațiile termodinamice in teoria incipientă a cuantelor. Cartea lui Kangro este o sursă bogată de detalii biografice asupra "actorilor" intelectuali principali și conține o bibliografie exhaustivă. În privința conținutului fizic, claritate deplină se poate obține însă numai din articolele originale ale lui Planck, care sunt redactate cu mare grijă, și se pot citi cu efort normal (din păcate numai in germană).